# Саут-Прері (Вашингтон)
Саут-Прері (англ. South Prairie) — місто (англ. town) в США, в окрузі Пірс штату Вашингтон. Населення — 373 особи (2020).

## Географія
Саут-Прері розташований за координатами 47°8′10″ пн. ш. 122°5′36″ зх. д. / 47.13611° пн. ш. 122.09333° зх. д. (47.136230, -122.093302).  За даними Бюро перепису населення США в 2010 році місто мало площу 1,02 км², з яких 1,00 км² — суходіл та 0,02 км² — водойми.

## Демографія
Згідно з переписом 2010 року, у місті мешкали 434 особи в 166 домогосподарствах у складі 115 родин. Густота населення становила 424 особи/км².  Було 174 помешкання (170/км²).
Расовий склад населення:
| - 92,4 % — білих - 2,5 % — корінних американців - 0,7 % — азіатів - 0,5 % — чорних або афроамериканців |

До двох чи більше рас належало 3,5 %. Частка іспаномовних становила 1,2 % від усіх жителів.
За віковим діапазоном населення розподілялося таким чином: 25,8 % — особи молодші 18 років, 63,1 % — особи у віці 18—64 років, 11,1 % — особи у віці 65 років та старші. Медіана віку мешканця становила 40,6 року. На 100 осіб жіночої статі у місті припадало 107,7 чоловіків;  на 100 жінок у віці від 18 років та старших — 109,1 чоловіків також старших 18 років.
Середній дохід на одне домашнє господарство  становив 78 878 доларів США (медіана — 64 531), а середній дохід на одну сім'ю — 84 183 долари (медіана — 76 250). За межею бідності перебувало 14,3 % осіб, у тому числі 11,5 % дітей у віці до 18 років та 27,3 % осіб у віці 65 років та старших.
Цивільне працевлаштоване населення становило 142 особи. Основні галузі зайнятості: освіта, охорона здоров'я та соціальна допомога — 22,5 %, транспорт — 14,8 %, науковці, спеціалісти, менеджери — 14,8 %.